# Ixtepec
Ciudad Ixtepec (vroeger bekend als Villa de San Jerónimo Doctor) is een dorp op de landengte van Tehuantepec in de Mexicaanse deelstaat Oaxaca. Ixtepec telt 26.450 inwoners (census 2010) en is de hoofdplaats van de gelijknamige gemeente Ciudad Ixtepec.

## Toponymie
De naam Ixtepec is afgeleid uit het Nahuatl en betekent "heuvel van de Ixtle". Het woord Ixtle verwijst naar een soort agave-planten. Andere bronnen opteren voor de betekenis "zicht op de heuvel".

## Geografie
De gemeente heeft een oppervlakte van 229,65 km². Er heerst een doorgaans warm klimaat, met regenbuien in de zomer. De gemiddelde jaartemperatuur ligt op 27,4 °C.

## Cultuur & Gastronomie
Evenals enkele omringende gemeenten heeft Ixtepec een opvallend aantal inwoners van Zapoteekse afkomst. De Zapoteekse cultuur is dan ook erg aanwezig in het dagelijkse leven.  Naast de Zandunga, de regionale dans bij uitstek, zijn ook de velas, festiviteiten die in de maand september plaatsvinden, hier een duidelijk voorbeeld van. Tijdens deze feestelijkheden zijn zowel vrouwen als mannen steeds uitgedost volgens de typische klederdracht.
Op gastronomisch vlak springen vooral de tlayudas en het rundsstoofvlees in het oog.